# Krzyżowa (Góry Kaczawskie)
Krzyżowa (niem. Kreuzberg) (567 m n.p.m.) – wzniesienie w południowo-zachodniej Polsce, w Górach Kaczawskich, w Sudetach Zachodnich woj. dolnośląskie.
Góra wznosi się w Grzbiecie Południowym Gór Kaczawskich, około 1,5 km na południowy wschód od Przełęczy Chrościeńskie Rozdroże, w bocznym odgałęzieniu ciągnącym się od Łysej Góry przez Widok i Krzyżową po Radostkę.
Wyrasta nad Podgórkami. Zbudowana jest ze skał metamorficznych – zieleńców i łupków zieleńcowych, fyllitów, łupków albitowo-serycytowych z grafitem oraz marmurów (wapieni) należących do metamorfiku kaczawskiego. Całe wzniesienie pokryte jest łąkami i polami uprawnymi.